# Дерябиха (Ивановская область)
 Дерябиха — деревня в Ивановском районе Ивановской области. Входит в состав Богданихского сельского поселения.

## География
Находится в центральной части Ивановской области на расстоянии приблизительно 9 км на юг-юго-восток по прямой от вокзала станции Иваново на правобережье речки Уводь.

## История
Появилась на карте еще 1808 года. В 1859 году здесь (тогда деревня Шуйского уезда Владимирской губернии) было учтено 17 дворов, в 1902 — 14.

## Население
Постоянное население составляло 42 человека (1859 год), 64 (1902), 82 в 2002 году (русские 95 %), 105 в 2010.